# Lã Xuân Oai
Lã Xuân Oai (1838 – 1891), tự Thúc Bào; là nhà thơ và là văn thân chống thực dân Pháp cuối thế kỷ 19 trong lịch sử Việt Nam.

## Thân thế & sự nghiệp
Lã Xuân Oai sinh tại làng Thượng Đồng, huyện Phong Doanh, tỉnh Nam Định (nay thuộc xã Yên Tiến, huyện Ý Yên, tỉnh Nam Định).
Ông là học trò Hoàng giáp Phạm Văn Nghị. Khoa Giáp Tý (1864), Lã Xuân Oai đỗ cử nhân thứ hai. Đến năm sau (Ất Sửu), ông đỗ phó bảng.
Ban đầu, ông được bổ làm ở viện Tập hiền tại triều (Huế), sau lần lượt trải các chức: Tri huyện Kỳ Anh (Hà Tĩnh), Tri phủ Nho Quan (Ninh Bình), Án sát Ninh Bình, Chánh sứ sơn phòng Ninh Bình.
Ở Ninh Bình, ông cùng Phạm Đăng Giảng (con trai cả của Pham Văn Nghị) tổ chức khai khẩn đất hoang ở Nho Quan, lập ra tổng Tam Đồng (ghép Tam Đằng và Thượng Đồng).
Đến khi biên giới Bắc Kỳ có loạn, Lã Xuân Oai được cử đi quân thứ Tuyên Quang. Ở đây, ông góp phần bắt được hai tướng phỉ là Hoàng Sùng Anh và Lý Dương Tài. 
Năm 1882, quân Pháp đánh Bắc Kỳ lần thứ hai, ông được cử giữ chức Tuần phủ Lạng Bằng (Lạng Sơn & Cao Bằng) để lo việc chống ngăn. Với quyền hạn và sức lực của mình, ông đã giúp đỡ về mặt khí giới, khí tài cho các tổ chức kháng chiến của Nguyễn Thiện Thuật, Tạ Hiện, Phạm Huy Quang, Hoàng Đình Kinh...Đến khi các lực lượng này gặp phải tình thế bất lợi, ông còn tổ chức đưa tất cả lên Lạng Sơn để cùng mưu việc chống Pháp lâu dài.
Cuối năm 1883, Lã Xuân Oai cho thủ hạ liên lạc với quan quân ở Hà Nội định mở cuộc tiến công quân Pháp ở đấy song không thành.
Ít lâu sau, ông được cử làm Chánh sứ để cùng với Phó sứ là Nguyễn Khuyến (bạn học cũ của ông) chuẩn bị đi sứ sang nhà Thanh (Trung Quốc) xin viện trợ, nhưng rồi việc hoãn lại vì Pháp-Thanh đang bàn việc ký kết hiệp ước.
Ngày 25 tháng 8 năm 1883, triều đình Huế ký Hòa ước Quý Mùi với Pháp. Thi hành hòa ước, triều đình ra lệnh các quân quân ở Bắc Kỳ phải bãi binh, nhưng Lã Xuân Oai chống lệnh.
Tháng 2 năm 1885, quân Pháp tiến đánh Lạng Sơn. Trước lực lượng đông đảo và vũ khí mạnh của đối phương, thành Lạng Sơn thất thủ, Lã Xuân Oai phải chạy lánh sang Trung Quốc.
Ba năm sau, vì còn mẹ già, ông trở về nước mở trường tại học tại Ninh Bình, âm thầm liên lạc với các sĩ phu yêu nước ở Ý Yên mưu việc cứu nước.
Năm 1889, tại làng Thượng Đồng (quê ông) nổ ra cuộc khởi nghĩa kháng Pháp do học trò cũ của ông là cử nhân Phạm Trung Thứ chỉ huy. Hay được, Bộ chỉ huy Pháp sai quân đến đàn áp dữ dội, phong trào tan rã. Sau đó, quân Pháp cho triệt hạ làng Thượng Đồng. Biết Lã Xuân Oai có dự phần chủ mưu, quân Pháp đến bắt giam ông rồi kết án 10 năm tù đày ra Côn Đảo.
Lã Xuân Oai mất trong ngục ngày 23 tháng 10 năm Tân Mão (24 tháng 11 năm 1891).

## Côn Đảo thi tập
Sinh thời Lã Xuân Oai có làm thơ để tỏ chí. Thúc Bào thi văn tập của ông đã bị thất lạc trong đợt quân Pháp đến đốt phá làng Thượng Đồng, nay chỉ còn lại Côn Đảo thi tập.
Đây là một tập nhật ký, gồm khoảng 68 bài thơ chữ Hán và 2 bài phú Nôm, kể về cuộc hành trình của tù nhân (đi từ Hải Phòng, qua Quảng Nam, đến Gia Định, rồi bị xử án đày đi Côn Đảo) và mô tả cảnh đời nhiều khổ ải khi bị giam cầm.
Theo các nhà nghiên cứu, thì thơ ông thể hiện khí phách cứng cỏi, tinh thần lạc quan của người cách mạng.
Từ trong tập thơ này, năm 1981, sách Văn học yêu nước & cách mạng Hà Nam Ninh (tập 1) tuyển giới thiệu 27 bài thơ và 1 bài phú. Năm 1984, sách Hợp tuyển thơ văn Việt Nam (1858-1920) tuyển giới thiệu 2 bài (1 thơ, 1 phú).

## Ghi nhớ công ơn
Nghe tin Lã Xuân Oai đã qua đời, các học trò ông đã nhờ Nguyễn Khuyến (cũng là bạn đồng môn với ông Oai) làm bài trướng văn dài bằng chữ Hán, trong đó có mấy câu khóc thầy dịch ra như sau:
Kẻ ở chân trời, người nơi góc biển, nhớ khi lên chiếu giảng bài, học trò chúng con sao dứt tâm tình?
Sinh ly ôi đau xót;
Tử biệt ôi lặng thinh!
Bâng khuâng trong tưởng niệm;
Phảng phất như hiển linh.
Chúng con đau buồn đến tế, tế xong trở về, ghi đôi lời lên trướng, vĩnh viễn không quên thầy lúc bình sinh.
Năm 1982, người con cả của Lã Xuân Oai đã ra tận Côn Đảo để mang hài cốt của ông về cải táng tại quê nhà, tức làng Thượng Đồng.
Hiện ở thành phố Thủ Đức, Thành phố Hồ Chí Minh có con đường mang tên ông.

## Sách tham khảo
- Nhiều tác giả (Nguyễn Văn Huyên chủ biên), Văn học yêu nước & cách mạng Hà Nam Ninh (tập 1). Nhà xuất bản Khoa học Xã hội, Hà Nội, 1981.
- Nhiều tác giả (Huỳnh Lý chủ biên), Hợp tuyển thơ văn Việt Nam (1858-1920). Nhà xuất bản Văn học, 1984.
- Hữu Ngọc, Lãng du trong văn hóa Việt Nam. Nhà xuất bản Thanh Niên, 2007.